# Baling

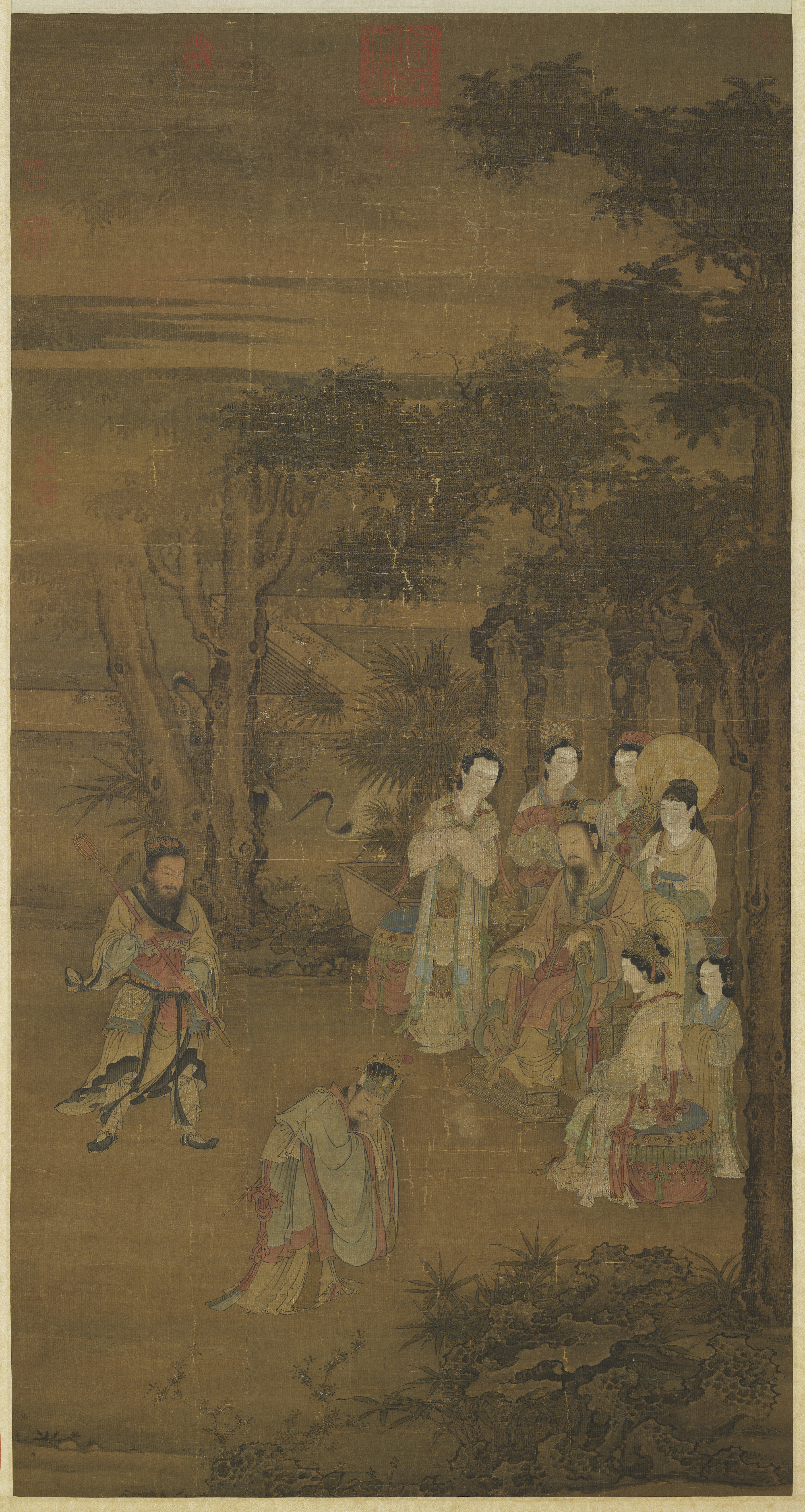
Måling från Songdynastin föreställande Kejsar Wen med hovdamer.

Baling (霸陵; Bàlíng) är en kejsargrav från Västra Handynastin (206 f.Kr.-220) belägen i Maoyaoyuan (毛窯院) i sydöstra utkanten av Xi'an i Shaanxiprovinsen i Kina. I Baling är kejsar Wen, död 157 f.Kr., begravd. Kejsar Wen tillträdde 180 f.Kr. och utmärker sig bland Västra Handynastins kejsare genom att han inte byggde sitt mausoleum under en konstgjord gravpyramid, utan i stället lät gräva ut sin gravkammare inuti ett naturligt berg. Graven utmärkte sig även genom att inte placeras norr om Weifloden där de övriga Västra Handynastins kejsargravarna placerades. I stället placerades Baling söder om floden och söder om huvudstaden Chang'an, dagens Xi'an. Baling var den första kinesiska kejsargrav som huggits ut ur ett berg.
Gravkammaren är inte arkeologiskt utgrävd. Det är dokumenterat att graven är plundrad i äldre tider och att den innehöll rikligt med gravgods. Balings arkitektoniska metod att hugga ut gravkammaren i ett berg kom att bli en förlaga för många efterföljande gravar, såsom för överklassen under Västra Handynastin men även till efterkommande dynastier.
I anslutning till Baling finns det två kejserliga satellitgravar. Änkekejsarinnan Bo är begravd 3 600 meter sydväst från kejsarens grav och kejsare Wens kejsarinna Dous grav finns 2 400 meter sydost om kejsarens. Till skillnad från Baling är dessa två satellitgravar uppförda med gravpyramider som är i samma stil, och liknande storlek, som de typiska kejsargravarna norr om Weifloden. Änkekejsarinnan Bos gravpyramid är orienterad så att den pekar rakt mot Bailings bergstopp.
Även kejsar Xuan, som avled 49 f.Kr., är begravd söder om Weifloden, men under en jordpyramid, Duling, i stil med övriga kejsargravar norr om Weifloden.

## Utförande
Balings gravkammare är uthuggen i en bergstopp med utsikt över Bafloden öster om berget. I historiekrönikan Hanshu beskrivs att kejsar Wen litade på de naturliga bergen och reste aldrig någon gravhög. Enligt historiekrönikan berättar kejsar Wen, som var känd för att vara sparsam, att Baling är tillverkad av lergods därför att det var förbjudet att avvända guld, silver, koppar och tenn Dokumentation från Mingdynastin beskriver att interiören i graven är gjord av sten, vilket får stöd av att väggarna i andra bergsgravar har varit klädda med stenplattor. Någon gravgård till Baling är inte hittad.
Baling är utmärkt med en sentida rest stele.
En stor gravstad uppfördes tillsammans med graven. Gravstaden uppfördes på samma plats som en tidigare gravstad från Qindynastin.

### Teorier om utförandet
Det finns en lång rad teorier om varför Baling avviker från de övriga kejsargravarna från Västra Handynastin både med avseende på gravens utförande, men även dess placering. En ifrågasatt teori om kejsar Wens avvikande grav är att han inte var rättmätig arvinge till tronen utan bror till sin föregångare, och kunde därför inte begravas norr om Weifloden. En föreslagen anledning är högre säkerhet mot gravplundring och en annan teori om valet att ha graven i ett berg är att kejsar Wen gjorde offer vid bergen nära huvudstaden.
En sannolik förklaring är att gravens utförande är symbolisk och en metod för kejsaren att kommunicera sin identitet och auktoritet En forskare från slutet av Västra Handynastin beskriver att kejsar Wen ville vara moderniserande, och kejsaren skrev även ett edikt att han inte skulle begravas under en gravhög. En annan vanlig förklaring är att gravtypen beror på att kejsar Wen var sparsam och måttfull, och ville hålla nere de enorma utgifterna att bygga en pyramid. Gravstaden kan även haft en försvarstekniskt strategisk placering för att försvara södra vägen mot huvudstaden.